# Халкидонска епархия
Халкидонската или Халкедонската епархия (на гръцки: Ιερά Μητρόπολη Χαλκηδόνος) e епархия на Цариградската патриаршия с център малоазийското истанбулско предградие Халкидон (на турски Кадъкьой). Титлата на предстоятеля е Митрополит на Халкидон, ипертим и екзарх на Витиния.

## История
Халкидон е разположен от азиатската страна на Босфора, срещу Константинопол. Основан е в 865 година пр. Хр. от колонисти от Мегара. В 325 година става център на епископия, подчинена на Никомидийската митрополия. В 451 година, след като тук заседава Четвъртият вселенски събор, епископията е повишена в митрополия.
Митрополията граничи на север с Черно море, на изток с Неокесарийската митрополия, на юг с Мраморно море, Никомидийската и Анкарската митрополия и с Мраморно море и Босфора на запад. Други важни градове в епархията са Понтоираклия (Ерегли), Хрисуполис (Юскудар), Нимфеон (Бейкоз), Харталами (Картал), Пантихион (Пендик), Дарица (Дариджа), Дакивиза (Гебзе), Хили (Шиле), Калпи (Кандъра), Прусиас (Дюздже), Диа (Акчакоджа), Сандараки (Зонгулдак), Клавдиуполис (Болу). След обмена на население между Гърция и Турция в 1923 година, православно население остава единствено в частите на епархията, които са предградия на Истанбул.

## Митрополити
| Име          | Име          | Управление                            | Забележка                                                                                 | Години      |
| ------------ | ------------ | ------------------------------------- | ----------------------------------------------------------------------------------------- | ----------- |
| Йеремия III  | Ιερεμίας     | ноември 1790 - ноември 1810 †         | от видински м.                                                                            | ? – 1810    |
| Герасим      | Γεράσιμος    | ноември 1810 – февруари 1820 †        | от солунски м.                                                                            | ? – 1820    |
| Григорий II  | Γρηγόριος    | февруари 1820 - лято 1821 †           | от атински м.                                                                             | ? – 1821    |
| Антим        | Άνθιμος      | 20 октомври 1821 - 28 юли 1822        | от смирненски м., в константинополски п.                                                  | ? – 1842    |
| Калиник II   | Καλλίνικος   | юли 1822 - август 1825 †              | от еритрейски т.е.                                                                        | ? – 1825    |
| Агатангел    | Αγαθάγγελος  | август 1825 - 26 септември 1826       | от белградски м., в константинополски п.                                                  | ? – 1831    |
| Захарий II   | Ζαχαρίας     | септември 1826 - май 1834 †           | по-рано кизически м.                                                                      | ? – 1834    |
| Йеротей      | Ιερόθεος     | май 1834 - март 1853 †                | от управляващ силиврийски                                                                 | ? – 1853    |
| Герасим II   | Γεράσιμος    | 15 март 1853 - 24 февруари 1875 †     | от одрински м.                                                                            | 1798 – 1875 |
| Калиник III  | Καλλίνικος   | 4 март 1875 - 14 декември 1889 †      | от ксантийски м.                                                                          | 1825 – 1889 |
| Йоаким I     | Ιωακείμ      | 17 декември 1889 - 10 май 1897        | от пловдивски м., в ефески м.                                                             | 1855 – 1920 |
| Герман       | Γερμανός     | 10 май 1897 - 28 януари 1913          | от ираклийски м., в константинополски п.                                                  | 1835 – 1920 |
| Григорий III | Γρηγόριος    | 12 февруари 1913 - 6 декември 1923    | от кизически м., в константинополски п.                                                   | 1855 – 1924 |
| Йоаким II    | Ιωακείμ      | 20 декември 1923 - 5 февруари 1927 †  | от еноски м.                                                                              | 1875 – 1927 |
| Николай II   | Νικόλαος     | 22 февруари 1927 - 17 март 1927 †     | от кесарийски м.                                                                          | ? – 1927    |
| Агатангел    | Αγαθάγγελος  | 2 април 1927 - 28 юни 1932            | от принцовоостровен м., в ефески м.                                                       | 1864 – 1935 |
| Максим       | Μάξιμος      | 28 юни 1932 - 20 февруари 1946        | от филаделфийски м., в константинополски п.                                               | 1897 – 1972 |
| Тома         | Θωμάς        | 12 март 1946 - 18 октомври 1966 †     | от принцовоостровен м.                                                                    | 1889 – 1966 |
| Мелитон      | Μελίτων      | 25 октомври 1966 - 27 декември 1989 † | в илиуполски м.                                                                           | 1913 – 1989 |
| Вартоломей   | Βαρθολομαίος | 9 януари 1990 - 22 октомври 1991      | от филаделфийски м., в константинополски п.                                               | 1940 –      |
| Йоаким III   | Ιωακείμ      | 10 декември 1991 - 21 март 2008       | от мелитински т.е. (23 септември 1973), мелитински т. м. (27 юни 1977), в никомидийски м. | 1942 –      |
| Атанасий     | Αθανάσιος    | 21 март 2008 - 16 февруари 2021       | от илиуполски и тирски м., подал оставка                                                  | 1936 -      |
| Емануил      | Ἐμμανουήλ    | 16 февруари 2021                      | от френски м.                                                                             | 1958 –      |